# رومنجان
رومنجان یک روستا در ایران است که در دهستان براکوه واقع شده‌است. رومنجان ۱۳۹ نفر جمعیت دارد.